# Sledgehockey

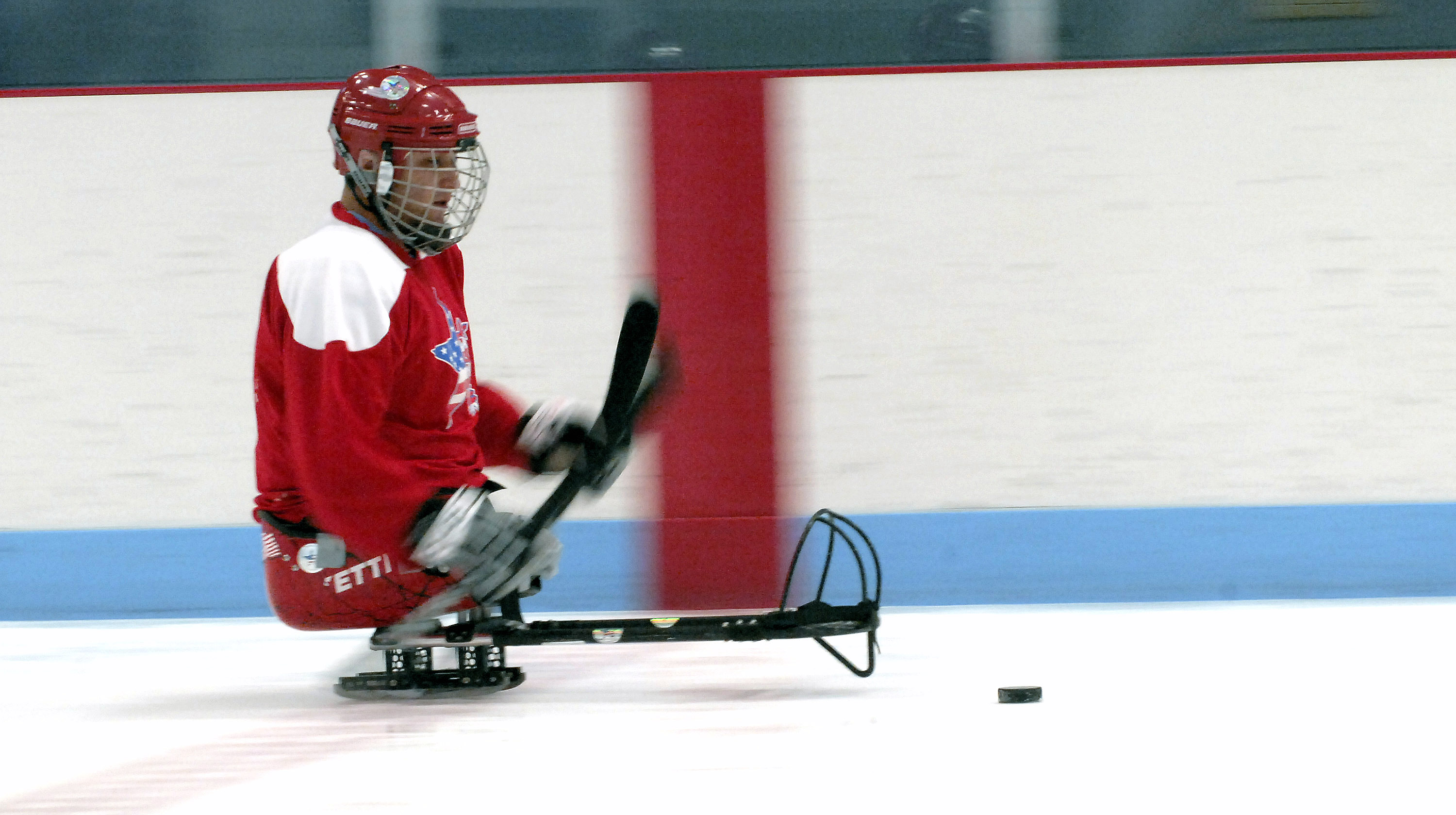
Sledgehockeyspeler in actie

Sledgehockey  of Para IJshockey is een vorm van ijshockey, maar dan op een prikslee. De kleding en het grootste deel van de regels in het spel komen overeen met die van ijshockey.

## Geschiedenis

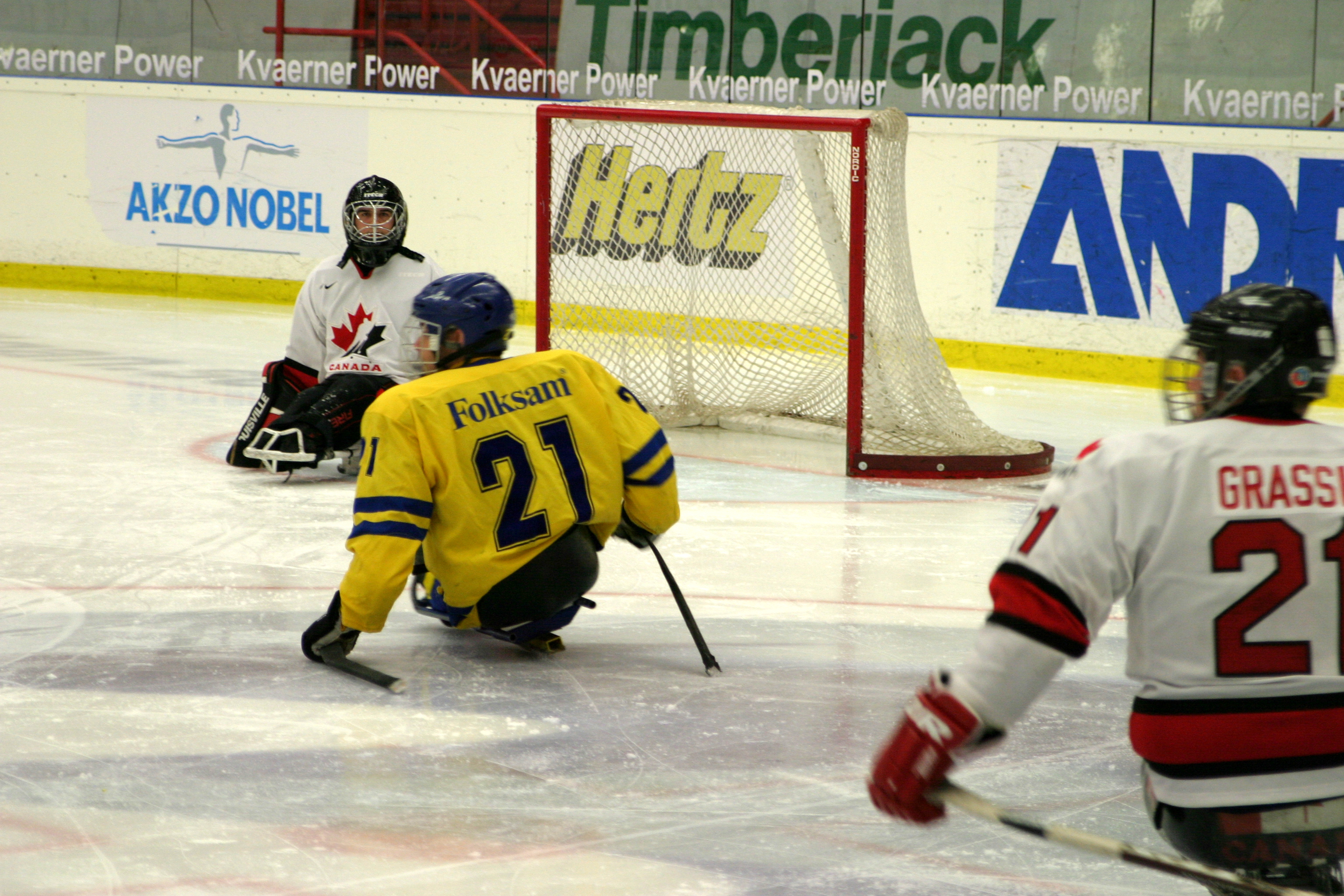
Sledgehockeywedstrijd tussen Zweden en Canada (2004)

Para IJshockey is in 1960 in Zweden ontstaan door een groep enthousiastelingen, waaronder Karl-Gunnar Karlsson, die een vorm van ijshockey begonnen te spelen op priksleeën. Een gewone prikslee bleek echter vooral door de ijzers en de manier waarop die eronder zaten niet geschikt voor ijshockey. Rond 1968 werd het een echte sport met speciaal daarvoor gebouwde sleeën, waarbij de afstand tussen de ijzers smaller is dan die bij een gewone prikslee.
Hoewel er in het begin weinig animo voor het sledgehockeyen bestond, werd er al in 1969 voor het eerst een internationaal toernooi gespeeld tussen Zweden, Noorwegen en Engeland. Dit groeide in de loop van de jaren uit tot het WK. Inmiddels zijn er twee wereldkampioenschappen, een voor A-landen en een voor B-landen. In 2009 is het WK voor B-landen in Nederland gespeeld met Zweden, Nederland, Estland, Finland, Groot-Brittannië en Polen.
Bij de Paralympische Winterspelen van 1976 was het al een demonstratiesport maar pas met de Paralympische Winterspelen in het Noorse Lillehammer in 1994 werd het een paralympische wintersport. Zweden won in de finale met 0-1 van Noorwegen.
In Nederland werden in 1987 de eerste plannen gemaakt om een sledgehockeyclub op te richten. Dit resulteerde erin dat in september 1996 de eerste Nederlandse club, de Amsterdam Huskies, werd opgericht. Sinds 2009 heeft ijshockey vereniging Tilburg Trappers ook een eigen sledgehockey team. Ook is er inmiddels een team in Dordrecht. De teams zijn aangesloten bij Gehandicaptensport Nederland en de Nederlandse IJshockey Bond.

## Regels
Al de ijshockeyregels zijn in het begin gehandhaafd gebleven en in de loop van de tijd aangepast aan de sleeën en de sporters
- Niet meer dan 6 spelers per team op het ijs
- Niet meer dan 6 begeleiders per team in en rond de spelersbank
- Snelle en aan tijdgebonden wissels van maximaal 10 seconden. De scheidsrechter geeft met zijn arm aan dat de wisseltijd om is
- Het thuisteam heeft het laatste recht van wissel
- Speeltijd 3 maal 15 minuten met 2 pauzes van elk 15 minuten
- Elk team heeft recht op een time-out van maximaal 1 minuut tijdens de reguliere speeltijd.

Voor junioren kunnen afwijkende regels gelden. Elke spelonderbreking wordt, net zoals het begin van elke periode, hervat met een ingooi van de puck. Dit wordt face-off genoemd.
Overtredingen tegen genoemde regels worden meestal bestraft met een "bench-minor penalty" (twee minuten tijdstraf).

### Speelveld

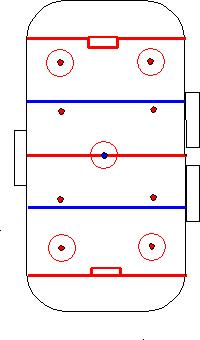
Speelveld bij sledgehockey

Sledgehockey wordt gespeeld op een veld van ongeveer 60 bij 30 meter. Het veld, dat afgeronde hoeken heeft, wordt omgeven door een 'boarding' met een hoogte van 1,22 meter. Op vier meter afstand van de korte zijden bevinden zich de doellijnen, met in het midden daarvan de goal. Het speelvlak tussen de doellijnen is in drie gelijke stukken verdeeld door tweemaal 30 cm brede blauwe lijnen. Vervolgens wordt het speelveld ook nog door een 30 cm brede rode lijn in twee helften verdeeld. Het vak dat gevormd wordt door een korte zijde van de boarding en een blauwe lijn heet het verdedigingsvak van het team dat het in dat vak bevindende doel verdedigt. Voor de tegenstander is dit het aanvalsvak. Het gebied tussen de twee blauwe lijnen is het neutrale vak. De teams wisselen na elke pauze van speelhelft.
Soms is het voor sledgehockeyers niet mogelijk om achter een plexiglas boarding te staan. Wanneer er geen mogelijkheid is mag onder andere de strafbank op het ijs gecreëerd worden.

### Teams
Een sledgehockeyteam bestaat uit maximaal 12 spelers en twee doelverdedigers. Zes spelers, die gedurende de gehele wedstrijd ongelimiteerd gewisseld mogen worden, bevinden zich op het ijs. Dit zijn: een doelverdediger, een linker verdediger, een rechter verdediger, een rechter vleugelspeler, een linker vleugelspeler en een midvoor. Elk team bestaat uit een aanvoerder en maximaal twee assistenten. Alleen zij hebben het recht, als ze op het ijs staan, om met de scheidsrechter en de lijnrechters te communiceren. Zowel tijdens het spel als bij spelonderbrekingen mogen er spelers gewisseld worden.
Elk team heeft maximaal 6 begeleiders bij zich, die zich gedurende de wedstrijd in of bij de spelersbank mogen bevinden.

### Arbitrage
Bij de junioren en de lagere niveaus staat elke wedstrijd onder leiding van twee scheidsrechters. In dit tweemanssysteem hebben beide scheidsrechters dezelfde verantwoordelijkheden tijdens de wedstrijd.
Bij de hogere en de internationale niveaus bestaat de arbitrage bij elke wedstrijd uit één scheidsrechter en twee lijnrechters. Bij dit driemanssysteem zijn de verantwoordelijkheden duidelijk verdeeld tussen de scheidsrechter en de twee lijnrechters.
Achter elk doel bevindt zich, ter ondersteuning van de scheidsrechter(s) en lijnrechter, een doelrechter en in de bank van de wedstrijdleiding de volgende personen:
- Official scorer

Deze is verantwoordelijk voor het invullen van het wedstrijdformulier met de namen van begeleiders, spelers, coaches, scheidsrechter en lijnrechters alsook de doelpunten(makers), wie de assist gaf en wie straffen krijgt opgelegd en welke straf dat was.
- Penalty box attendant

Deze houdt de straftijd bij, zodat een speler op tijd weer terug kan keren op het ijs.
- Game Timekeeper

Deze houdt de wedstrijdtijd bij.

## Uitrusting
De uitrusting van de sporters bestaan uit een prikslee, stokken en beschermende kleding.

### Slee

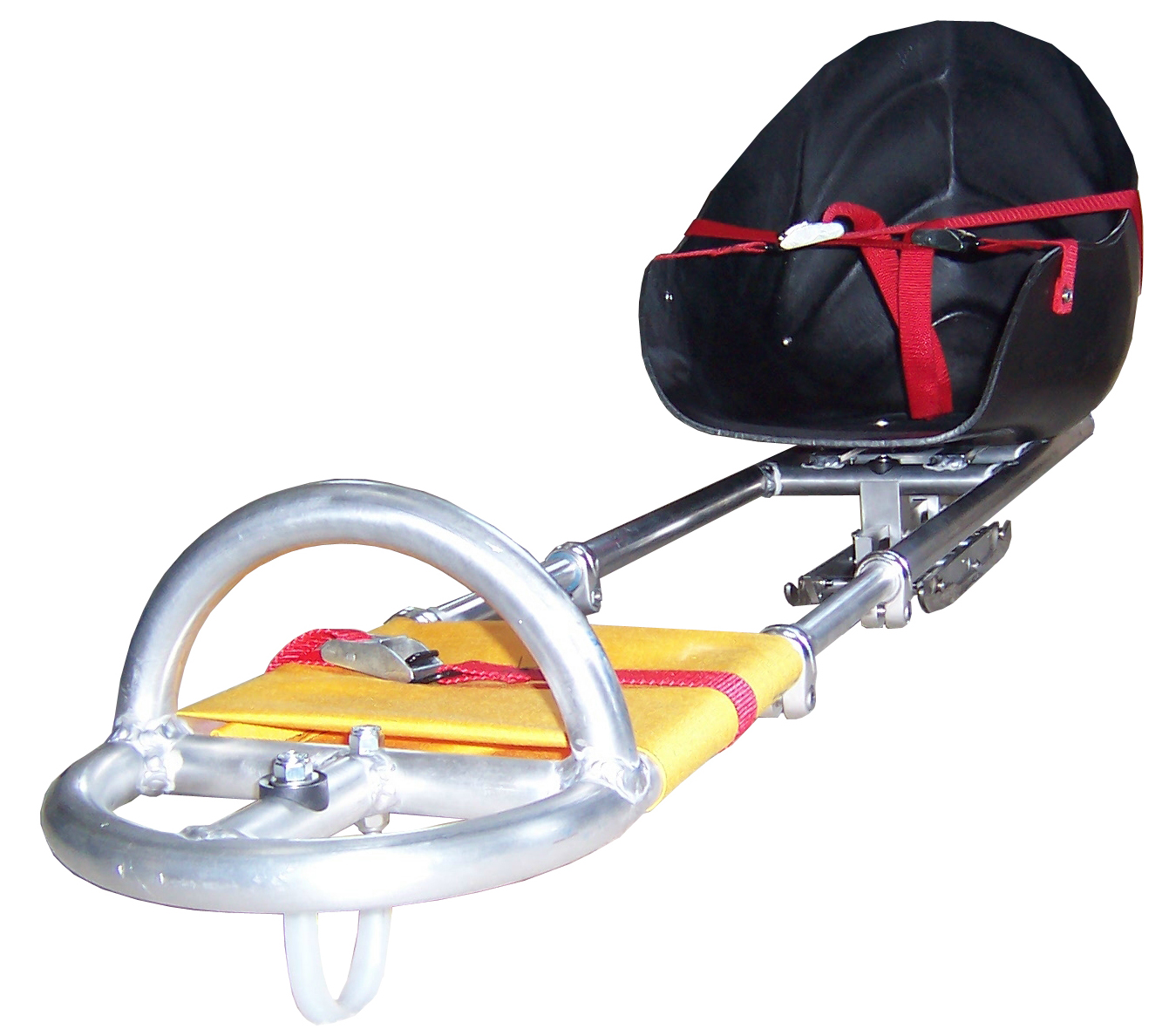
Sledgehockeyslee

De prikslee die gebruikt wordt bij ijshockey is behoorlijk anders dan een prikslee die wordt gebruikt bij priksleewedstrijden. Bij een sledgehockeyslee staan de schaatsen erg dicht op elkaar, soms met maar met een tussenruimte van 2,5 cm. Ook zitten er ijshockey-ijzers onder en geen ijzers van Noren zoals bij een reguliere prikslee. Verdere eisen aan de slee en het frame zijn:
- Het frame van de slee mag worden gemaakt van staal, aluminium, magnesium of titanium.
- Het materiaal van het frame moet een ronde vorm hebben.
- De voorzijde van de slede moet een continue ronding hebben.
- Het frame mag worden verstevigd met maximaal vier dwarsbuizen en een voetsteun.
- Deze dwarsbuizen mogen zowel rond als vierkant zijn.
- De hoogte van het frame gemeten vanaf het ijs aan de onderkant van het frame moet tussen de 8,5 en de 9,5 cm zijn.
- De slee mag een minimale lengte van 80 cm hebben.
- De zitting kan worden gemaakt van elk geschikt materiaal en mag geen scherpe randen hebben.
- De maximale hoogte van de zitting mag 20 cm boven het ijs zijn, gemeten vanaf een vlakke ondergrond tot het laagste punt van de onderkant van het zitgedeelte van de zitting.

### Stokken

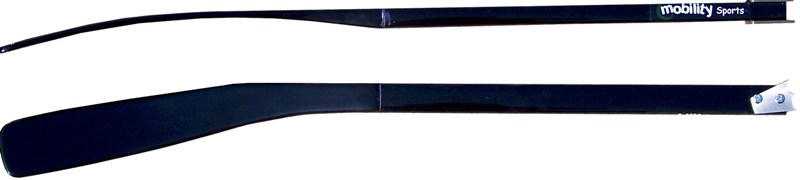
Sledgehockey stokken

De stokken van een sledgehockeyer zijn vrij kort. Enkele eisen voor de stokken zijn:
- Ze mogen worden vervaardigd uit hout of ander materiaal, zoals carbon, aluminium, glasvezel of plastic, zonder scherpe randen.
- De maximale lengte van het prikgedeelte is 1 m met een minimum breedte van 2 cm en een minimale dikte van 2,8 cm.
- De maximale lengte van het hockeygedeelte is 32 cm vanaf het bovenste stuk van het prikgedeelte en heeft een maximale breedte van 7,5 cm.
- Het hockeygedeelte mag worden gebogen. De kromming wordt bepaald door de afstand van de loodrechte lijn, gemeten vanaf een rechte lijn van het prikgedeelte tot het midden van het hockeygedeelte en mag niet groter zijn dan 1,5 cm.
- De diepte van de punten aan het prikgedeelte mag niet dieper zijn dan 4 cm. en mag niet eindigen in een scherpe punt, en mag maximaal eindigen in 6 scherpe punten die niet verder buiten de stok uitsteken dan 1 cm.

Voor de stick van de doelverdediger geldt:
- De lengte het hockeygedeelte mag minimaal 30 en maximaal 38 cm vanaf het bovenste stuk van het prikgedeelte zijn en 9 cm breed.
- Ook mag de vorm van de stick afwijken van dat van een veldspeler. Er mag echter geen hoek van 90° in de stick zitten.

### Beschermende kleding
De kleding van een sledgehockeyer bestaat uit:
- bodyprotector: Tijdens de wedstrijd en de warming up wordt een bodyprotector gedragen. Deze bedekt en beschermt de buik, borst, voorkant van de schouders en de armen tot aan de pols en de rug.
- handschoenen: Tijdens de wedstrijd en tijdens de warming up, moeten alle spelers handschoenen dragen die de hand en de pols beschermen. De doelverdediger draagt twee verschillende handschoenen: een vanghandschoen die niet langer is dan 32 cm en niet dikker dan 16 cm, en een verdedigingshandschoen die niet langer mag zijn dan 38 cm en niet breder dan 30 cm.
- beenbeschermers: De doelverdediger draagt beenbeschermers die tot ongeveer halverwege het bovenbeen komen. Beenbeschermers zijn maximaal 25 cm breed en 10 cm dik.
- helm met vizier: Tijdens de wedstrijd en tijdens de warming up moeten alle spelers helmen en viziers dragen die het hoofd en het gezicht volledig beschermen. De helm en het vizier van de doelverdediger moet het hoofd en het gezicht volledig beschermen tegen harde klappen van de puck en de stokken van de veldspelers. De puck en de stokken mogen nergens tussen de kieren van de helm en het vizier door kunnen. De helm van de doelverdediger heeft een afwijkende kleur van de helmen van de veldspelers.
- beschermende broek: De doelverdediger draagt een broek die dikkere beschermplaten heeft en vaak ook kniestukken. Deze zitten tussen het been en de beenbeschermer in en voorkomen dat de knie "bloot" ligt wanneer de goalie met de slee omvalt.